# Arlene Harris (inventora)
Arlene Joy Harris (Los Ángeles, 6 de junio de 1948) es una empresaria estadounidense, inventora, inversora y defensora de la política en la industria de telecomunicaciones. Es la presidenta y cofundadora de Dyna LLC, una colaboradora de Empresas emergentes y organizaciones de etapa inicial históricamente en el campo de tecnología inalámbrica. Harris es ampliamente reconocida como pionera de la empresa móvil e inalámbrica y una innovadora de productos de consumidor y servicios. En mayo de 2007,  se convirtió en la primera mujer incorporada al Salón de la Fama Inalámbrico, y fue nombrada al Salón de la Fama de la Tecnología del Consumidor en 2017.
Harris fundó varias compañías.  Fue miembro fundadora en muchas de las primeras organizaciones de la industria celular y posee varias patentes en comunicaciones inalámbricas. Sus compañías tuvieron éxito en el logro de una participación de mercado sustancial para los sistemas de facturación celular, el desarrollo e implementación del primer servicio celular prepago y la creación de los primeros sistemas automatizados de administración inalámbrica. En particular, lideró el desarrollo y la introducción en el mercado del teléfono SOS, renombrado como Jitterbug como parte de su organización GreatCall. El Jitterbug fue  desarrollado y lanzado en 2006 junto con Samsung.  Posteriormente, fue vendido a una empresa de capital privado de Chicago en julio de 2017 y adquirido el 15 de agosto de 2018 por Best Buy Co, Inc.

## Carrera
Nacida y criada en Los Ángeles, Harris comenzó su carrera profesional a la edad de 12 años como Telefonista en una centralita de telefonía móvil para el negocio de su familia, Industrial Communications Systems (ICS), Inc. (vendido a Metromedia en 1983, ahora Spok).

### 2000–presente
Wrethink Y Wrethinking
Como fundadora y presidenta de Dyna LLC, localizados en Del Mar, California, Harris fundó entonces el start-up Wrethink,una empresa de banda ancha fija de alta tecnología centrada en la privacidad del consumidor y en ayudar a las familias a utilizar la tecnología para organizar y administrar la información personal. También ha iniciado una fundación para financiar empresas de tecnología en etapa inicial que adoptan fines benéficos y / o sociales. Harris trabaja con Martin Cooper, su marido, socio empresarial, y cofundador de Dyna LLC . (Cooper es el exvicepresidente de Motorola que desarrolló e introdujo el primer teléfono móvil celular de mano en 1973. En 2000, Cooper fue miembro inaugural del Wireless Hall of Fame.)
Accesibilidad Inalámbrica
En 2001, Harris adquirió el operador de telefonía celular Accessible Wireless con el fin de proporcionar un servicio de operador doméstico para ofertas dirigidas a servicios de bajo uso. Accesible e inalámbrico habilitó los servicios inalámbricos entregados más tarde por GreatCall, Inc. en un momento en que otros proveedores de servicios inalámbricos no admitían el servicio de bajo uso o brindaban servicios de valor agregado que necesitaban los clientes de GreatCall.
GreatCall, Inc.
GreatCall, adquirida por Best Buy en 15 de agosto de 2018, fue fundada por Harris para establecer la entrada al mercado de la salud conectada de Best Buy. Harris concibió y dirigió GreatCall a través del desarrollo del teléfono Jitterbug en asociación con Samsung. Jitterbug es un dispositivo celular diseñado para facilitar el acceso inalámbrico a clientes con menos conocimientos tecnológicos, como las personas mayores. Jitterbug fue incluido en la “Top 10 List” del New York Times de las mejores ideas tecnológicas de 2006, según el columnista de tecnología David Pogue .Fue finalista en el concurso "Last Gadget Standing" de Yahoo en el Consumer Electronics Show en 2007 [13] y fue nombrado por Reader’s Digest como uno de sus "100 productos principales". En el mismo año, la Asociación de Industria de Telecomunicaciones Celular (CTIA), una asociación comercial que representa a la industria de las comunicaciones inalámbricas en los Estados Unidos, otorgó a GreatCall el codiciado premio Andrew Seybold Choice Award de la industria inalámbrica como "Mejor nueva compañía".  GreatCall también fue aclamada por la American Society on Aging con el premio Stevie a la "Mejor  empresa pequeña de 2008”.
En 2009, GreatCall adquirió Mobiwatch, una compañía  centrada en el desarrollo de servicios móviles de respuesta a emergencias personales (M-PERS), por una cantidad no revelada y pasó los dos años siguientes implementando un servicio que, junto con Jitterbug, estableció la solución de salud conectada de GreatCall.
Fundación de Historia inalámbrica
Harris creó la Fundación de Historia Inalámbrica en 2008 junto con Liz Maxfield y Judith Lockwood Purcell. La Wireless History Foundation es una organización sin ánimo de lucro, formada para preservar y promover la historia de la industria inalámbrica. Harris permanece en la junta directiva de la organización.

### 1990-1999
En 1994, Harris fundó SOS Comunicaciones Inalámbricas. SOS desarrolló un teléfono y servicios especializados para hacer llamadas salientes para comunicaciones urgentes y comunicaciones ocasionales comercializadas principalmente a estadounidenses de edad avanzada.

### 1980-1989
En 1981, bajo el liderazgo de Harris, la Industria de Sistemas de Información (siglas en inglés ICS) desarrolló la primera aplicación inalámbrica de atención médica para pacientes. Con el nombre de “Life Page”, el programa proporcionaba una búsqueda de donantes a los pacientes que esperaban un trasplante de órganos. Posteriormente promovió y amplió el programa a Telocator, la Asociación Nacional de Comercio para asistentes inalámbricos independientes. (Telocator se convirtió después en la Asociación de la Industria de Comunicaciones Personales [siglas en inglés PCIA], que recientemente cambió su nombre a Asociación de Infraestructura Inalámbrica [siglas en inglés WIA]).
Bajo la dirección de Harris y su familia, ICS llegó a convertirse en el sistema de localización por ciudades más grande del mundo. En concreto, ICS llegó a ser el primer sistema de cualquier categoría de negocio  en crear sistemas informáticos en línea capaces de administrar las ofertas de negocio de usuarios, lo que hoy en día se conoce como Gestión de Relaciones con Clientes (CRM siglas en inglés).
Además de las ventas directas a empresas, ICS también apoyó al primer servicio inalámbrico de ventas al por mayor de la historia, que se inició en 1972. Este modelo de ventas al por mayor supuso un crecimiento sustancial y de valor para los accionistas, proveedores y socios del ICS. Debido al éxito que ICS consiguió en su estrategia de venta al por mayor, de reforzar las oportunidades para los socios y la adopción de servicios por parte de nuevos usuarios, la Comisión Federal de Comunicaciones (siglas en inglés FCC) de los Estados Unidos ordenó su concepto de reventa en las asignaciones originales del espectro celular en 1982.
En 1986, Harris fundó la compañía de software Subscriber Computing, Inc., que fue adquirida por Corsair Communications Inc. en abril de 1998. (Corsair fue adquirida por Lightbridge Inc. en 2000). Susbscriber Computing, Inc. construyó y entregó sistemas a las más empresas de megafonía más grandes del mundo. Estos sistemas proporcionaron los primeros sistemas de facturación convergente para transmisiones celulares y comunicaciones por Internet a las principales empresas de tecnología mundial, como Motorola, British Telecom y Hutchinson. En 1988, Subscriber Computing, Inc. implementó los primeros métodos de comunicación utilizados para respaldar acceso a los servicios celulares por parte de consumidores con crédito bajo o sin crédito. Esto ahora se conoce como servicio movil de "prepago", que se ha convertido en una de las opciones principales para los clientes celulares. La llegada del servicio celular prepago generó una rápida adopción en los países en desarrollo donde el crédito era escaso. El equipo de Harris utilizó algunas de las mismas técnicas en tiempo real empleadas en el servicio celular prepago para el desarrollo de sistemas creados para prevenir el uso fraudulento de teléfonos móviles, un problema que provocó pérdidas de ingresos para los operadores de telefonía movil.
En 1986, Harris también fundó la empresa Cellular Pay Phone, Inc. (CPPI), donde desarrolló su primer invento patentado, la primera aplicación única de servicio celular: un teléfono diseñado a medida y un sistema de gestión de extremo a extremo controlado por un programa. (creado con Mal Gurian en OKI Electronics y Cellular Mobile Division en Motorola). Esta oferta convirtió a CPPI en el primer revendedor de celulares en crear un sistema estrechamente integrado para respaldar el servicio celular con pagos automatizados con tarjeta de crédito. Este sistema fue licenciado a GTE Mobilnet para su uso en su servicio ViaCall, que proporcionaba teléfonos móviles de pago en vehículos públicos, limusinas, trenes, barcazas y plataformas petrolíferas. En 1986, Harris fundó Dyna LLC en Chicago, Illinois, y luego trasladó la organización a Delmar, California, para pensar en nuevas ideas y ayudar a las empresas y emprendedores jóvenes.